# Charles Mérouvel

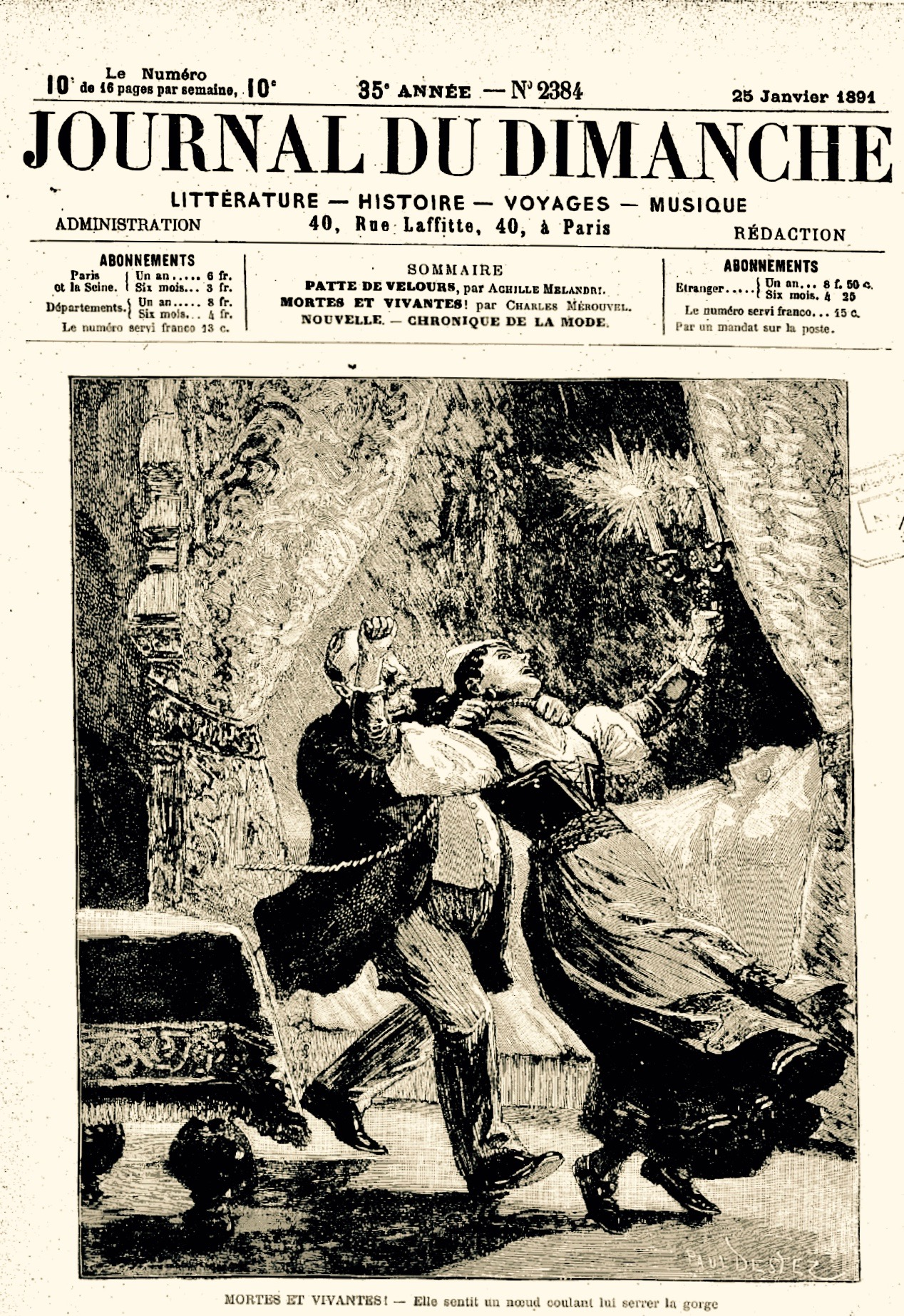
Le Journal du dimanche.

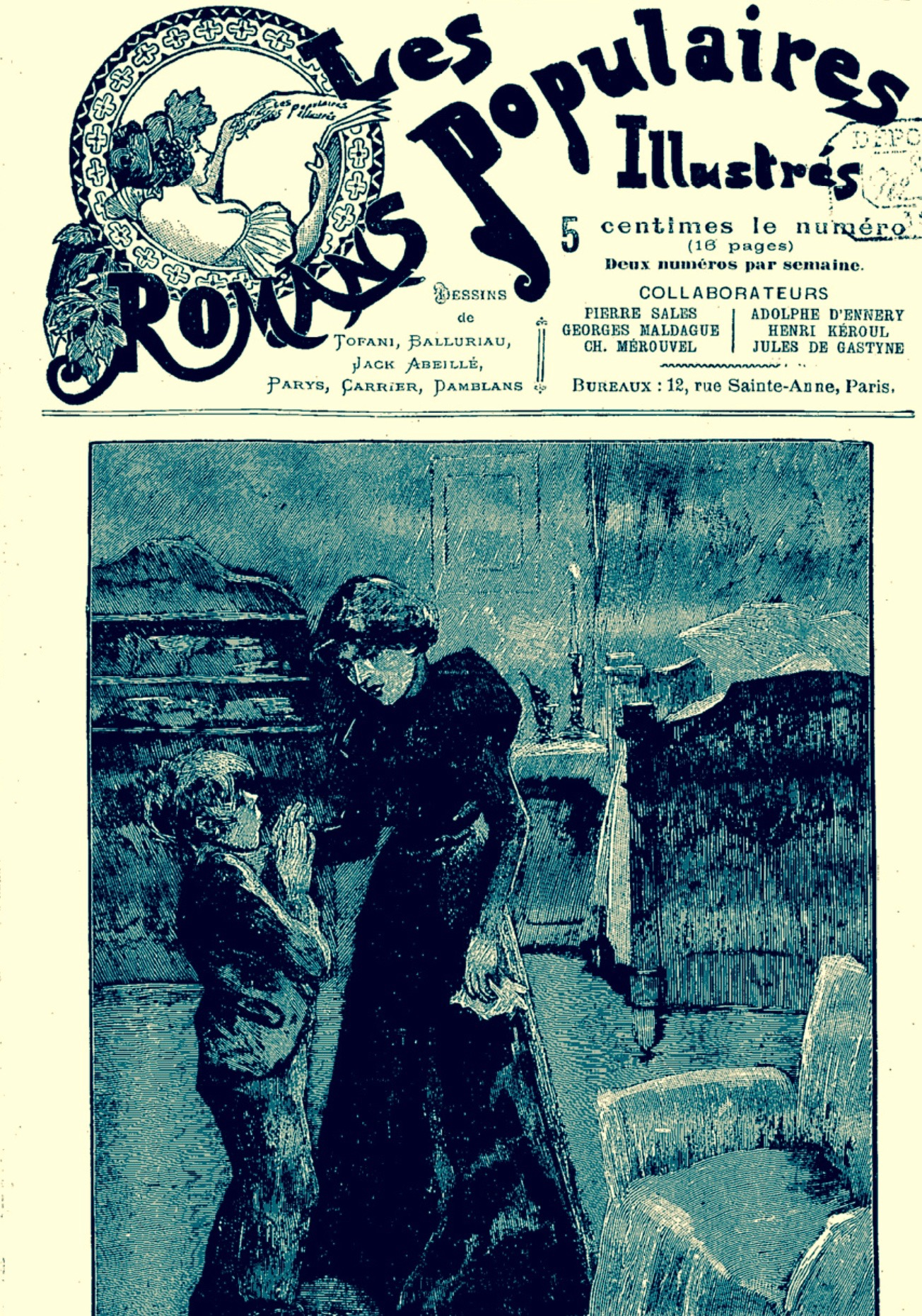
Frontispice d'un numéro de la collection Les romans populaires illustrés.

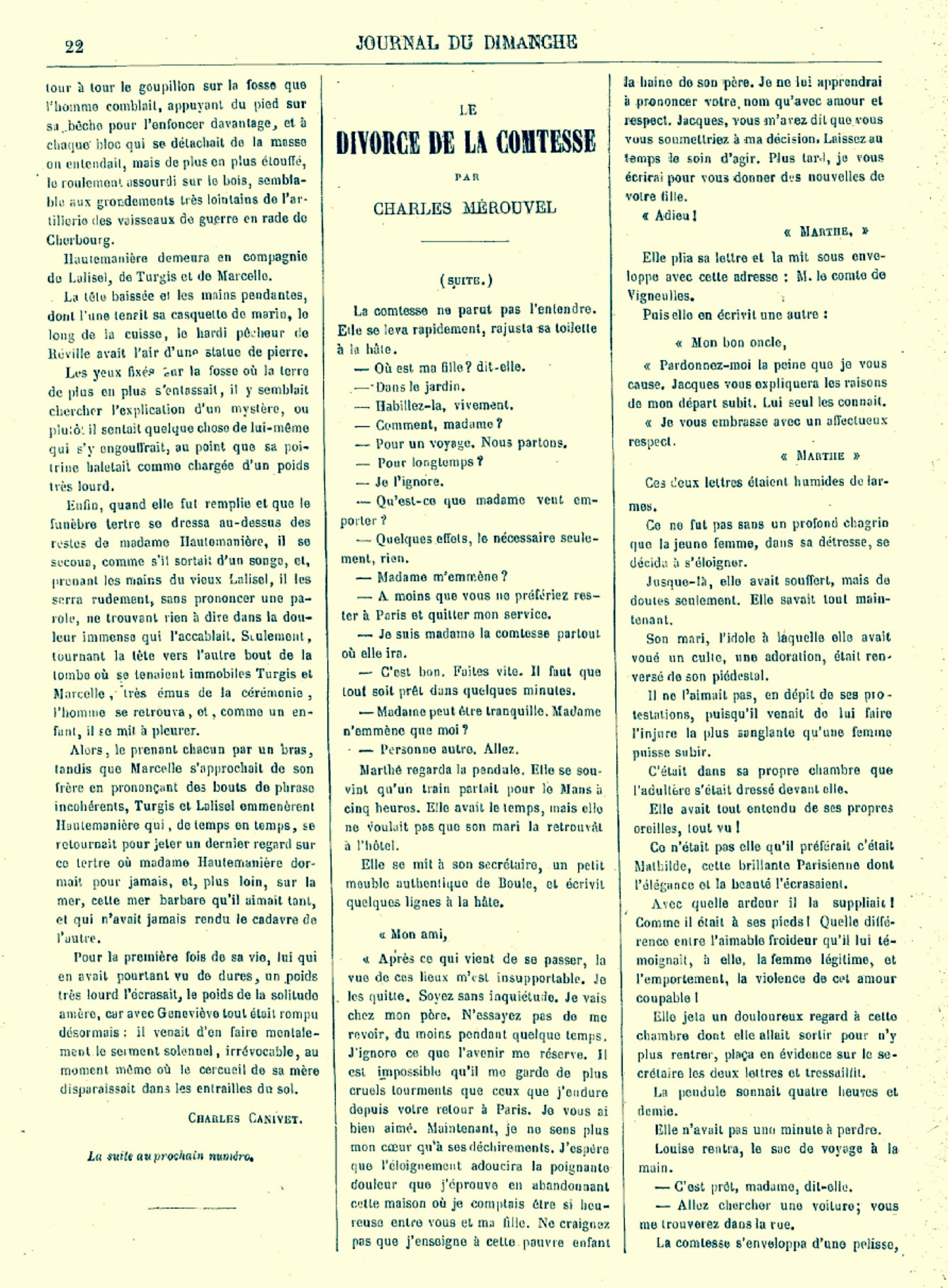
Une page d'un feuilleton de Charles Mérouvel dans Le Journal du dimanche.

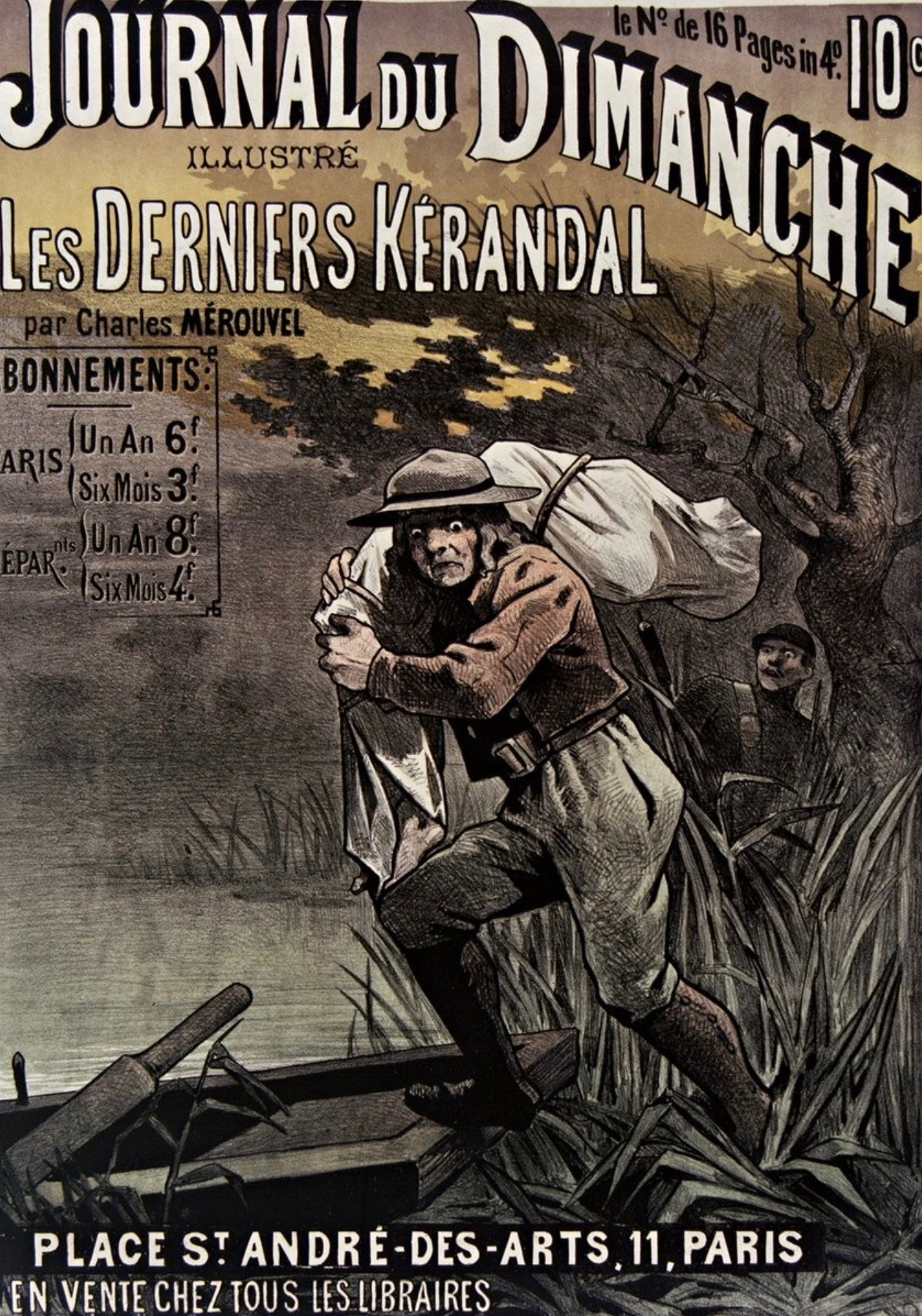
Le Journal du dimanche - JDD.

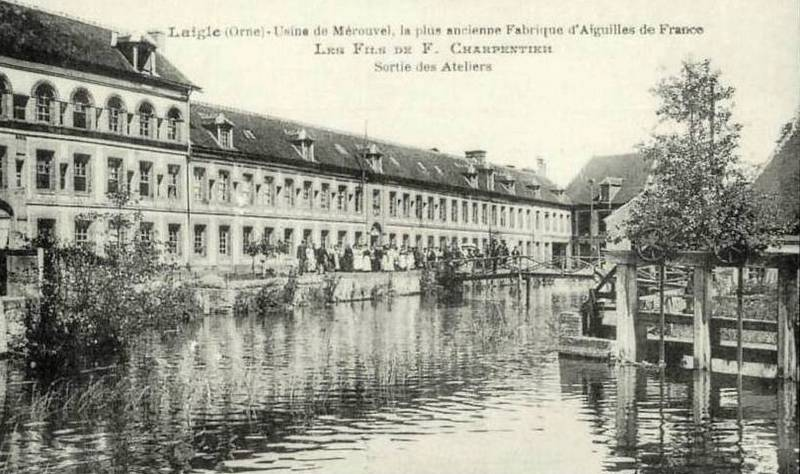
L'Aigle.

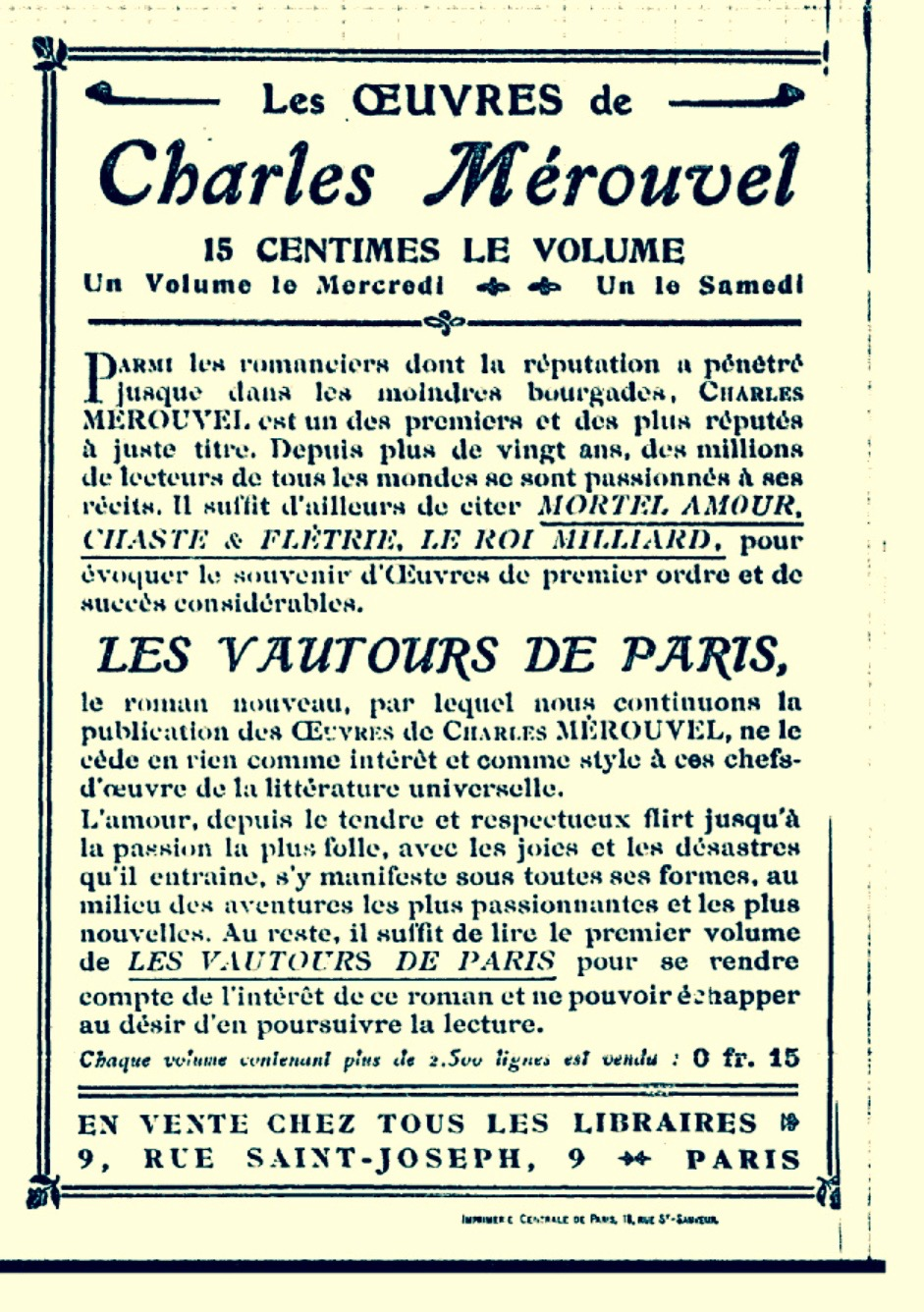
Anúncio das obras de Charles Mérouvel.

Charles Michel Eloi Chartier (L'Aigle, no Orne, 1 de dezembro de 1832 — Mortagne-au-Perche, 20 de junho de 1920), mais conhecido pelo pseudónimo literário Charles Mérouvel, foi um romancista e dramaturgo que alcançou grande popularidade nas décadas finais do século XIX. A sua obra foi traduzida em múltiplas línguas, incluindo a portuguesa.

## Biografia
Nasceu em L'Aigle, no departamento do Orne, filho de  Armand Chartier, um comerciante oriundo da Normandia, e de Valérie Touchard, um casal que tinha uma loja de artigos de retrosaria na Rue Thiers, no centro da cidade, para além de uma pequena fábrica de velas e círios. Os seus pais tiveram seis filhos, embora os dois primeiros tenham morrido prematuramente. O pai costumava tocar o órgão da igreja de Saint Martin.
Charles, assim como seu irmão Henri, ingressou no Seminário Menor de Sées, onde ambos foram alunos brilhantes. Terminou o ensino secundário em 1853 e encontrou emprego em Paris com ajudante de um notário, o Sr. Denormandie. Em 1856, foi admitido na Ordem dos Advogados de Paris como advogado e, no ano seguinte, na Ordem dos Advogados de L'Aigle. Essas actividades servir-lhe-iam mais tarde como inspiração para os seus romances. Em 1857 casou com Camille Vantillard, de dezoito anos, filha de um industrial. O jovem casal mudou-se para Paris, onde dissiparam rapidamente a sua pequena fortuna. Da união nasceram um menino e três meninas.
O casal regressou a L'Aigle, onde Charles passou a trabalhar como advogado, que ao ser contratado por Beautier, um tabelião, gravitou a sua actividade para o comércio imobiliário. Depois de viver no centro da cidade, em 1867 construiu uma casa em Mérouvel, uma pequena localidade nos arredores da cidade, para onde a família se mudou. Charles mais tarde adoptou como pseudónimo «Mérouvel», o nome da localidade de L'Aigle onde tinha casa. Gostava da vida no campo, de longas caminhadas na floresta e, acima de tudo, da caça. Charles Chartier era um homem alto e bonito, sempre elegantemente vestido e, embora de origem humilde, com uma postura que era a de um cavalheiro do campo. Apesar de sofrer de acentuada miopia, era um excelente atirador.
Durante a guerra franco-prussiana de 1870-1871 teve participação activa em acções de guerrilha, integrando uma companhia de milicianos franco-atiradores que lutou contra o exército prussiano que atravessou a região a caminho de Paris. Após a guerra, dedicou-se essencialmente aos negócios imobiliários.
Nos seus tempos livres, e antes de se tornar o romancista «Mérouvel», o advogado Charles Chartier escrevia artigos que eram publicados num jornal local sob o pseudónimo de Saint Yves. Já em 1853, aos 21 anos de idade, escrevera uma peça intitulada Peines d'amore que mais tarde seria apresentada, sem sucesso, no Théâtre Français. Como viajava com muita frequência para actividades do seu negócio imobiliário, desenvolveu o gosto pelo investimento imobiliário e adquiriu um conhecimento perfeito dos castelos e parques que serviriam de cenário para os seus romances. O ambiente da Normandia, sentir-se-ia depois na obra de Mérouvel, onde é claro o amor pela floresta, as árvores altas, as vastas clareiras. É entre essas paisagens florestais que se encontram as suas melhores páginas.
Contudo, a sua carreira literária apenas arranca em 1876, quando aos 42 anos de idade, decidiu retornar a Paris para tentar a sorte escrevendo romances em série para jornais. Adoptou então o pseudónimo de Charles Mérouvel e torna-se rapidamente num romancista popular e muito prolífico. Ao longo dos próximos 45 anos, passou a publicar ao ritmo de vários volumes por ano.
Tornando-se famoso rapidamente, recebeu encomendas, entre as quais a de Jean Dupuy, que o contratou para escrever folhetins para o Le Petit Parisien, que acabara de fundar. Mérouvel publicará grande parte de sua obra naquele periódico. A partir dos folhetins publicados na imprensa periódica, os romances de Mérouvel passam para a edição como monografias. Aparecem nas livrarias de Dentu, editora cujo conteúdo será retomado posteriormente por Arthème Fayard. É este último editor que vai inaugurar a sua célebre colecção do Livro Popular («Le Livre Populaire»), muito procurada pelos coleccionadores, com a obra Chaste et flétrie ! de Mérouvel, um romance muito bem construído, que embora sem ser o melhor do seu autor, lançou a colecção e abriu caminho para o rápido crescimento em popularidade daquele tipo de obras.
As obras da coleção do «Le Livre Populaire», uma coleção vendida a 65 cêntimos cada livro, lançou, para além de Mérouvel, muitos dos autores franceses mais populares das décadas finais do século XIX. Se os livros de Charles Mérouvel estão presentemente fora de moda, eles não estão mais do que os de Paul Bourget, Paul Adam, Marcel Prévost ou Claude Farrère, autores que escreveram obras do mesmo tipo. Mérouvel foi com Xavier de Montépin, Jules Mary, Émile Richebourg, Pierre Decourcelle e Georges Ohnet, um dos mestres do romance mundano popular, que muitas vezes desagrada hoje pela sua complacência na descrição da vida das classes abastadas do final do século XIX, com mansões, castelos nas províncias, feudos nobres, traidores com monóculos, onde os as pessoas reais dificilmente aparecem, excepto em librés de servos, às vezes devotadas de corpo e alma aos seus senhores, às vezes invejosas, astutas e perversas. O autor busca retratar os últimos anos de um mundo condenado, vivendo sobre si mesmo, das suas memórias e de sua grandeza passada sem assegurar o futuro.
O romance Péché de la générale (1879) é certamente a obra mais característica deste período inicial, um romance com um enredo bastante simples, construído como uma peça em três atos e não desprovido de ambições literárias. Mais tarde, Mérouvel vai complicar suas intrigas, usando os velhos truques do ofício, embora sem se apoiar sempre num esquema narrativo preciso.
Quando começou a escrever apenas para o Le Petit Parisien, periódico do qual se tornaria o novelista oficial, escolheu uma visão artística: na verdade, nas suas obras desaprova o fantástico social de Eugène Sue ou de Ponson du Terrail, onde, por exemplo, uma jovem bela é forçada por aqueles ao seu redor a se casar com um velho rico, embora esses casamentos incompatíveis e baseados no dinheiro sejam repetidamente encontrados nos seus romances. É certo que o pequeno mundo de Mérouvel é bastante pequeno. É antes de tudo uma nobreza sem funções, cuja renda provém de vastas propriedades, onde apenas as carreiras no exército ou na diplomacia parecem autorizadas: esses nobres passam uma parte do ano nos seus castelos, nas províncias, e a outra em Paris, nas suas mansões, perto do Bois de Boulogne ou do Parc Monceau.
Às vezes, Mérouvel renova a sua inspiração. Assim, na obra La Veuve aux cent millions (1884) apresenta Madame Boucicaut, a fundadora do Bon Marché, que ele conhecia bem; ou então, desenvolve uma rivalidade entre dois irmãos em L'Étranger (1904), ou mesmo uma intriga de romance de espionagem em  Alliées ! (1929). Se o seu romance favorito permaneceu a obra intitulada Damnée (1899), ele teria gostado de escrever mais romances históricos, como fez com Thermidor ! (1907).
Os seus romances fizeram muito sucesso logo que foram publicados. Certamente é pelos procedimentos próprios da novela que ele sabe reter os seus leitores, dominando perfeitamente a arte do suspense que então foi chamada de a continuação no próximo número, dada a estrutura em folhetim destas obras.

## Obra
O advogado Charles Chartier publicou um trabalho de Direito sobre hipoteca (Hypothèque en droit français) antes de adotar o pseudónimo de Charles Mérouvel. Após duas tentativas mal sucedidas no teatro, começou uma carreira prolífica como romancista a partir de 1870. A sua obra centra-se principalmente nos romances de amor e nos romances policiais. Os seus romances mais literários, são dramas ambientados na alta sociedade. Na sua obra mais conhecida, Chaste et flétrie ! (1889), o herói viola uma jovem, envenena um rival e a sua própria esposa, tenta matar o seu médico e sequestra a sua filha, muito ao estilo dos romances sobre criminosos em voga na segunda metade do século XIX. Os seus folhetins foram traduzidas em múltiplas línguas, incluindo a portuguesa.
Entre outras obras, é autor das seguintes:
Romances
Série Les Crimes de l'amour
- Chaste et flétrie !, Paris Dentu, 1889 (d'abord publié en feuilleton dans Le Petit Parisien en 1888)
- Abandonnée !, Paris, Dentu, 1888
- Mortes et vivantes, Paris, Dentu, 1890
- Fleur de Corse, édition illustrée par Charles Clérice, Paris, Dentu, 1895

Série Vices du jour
- Madame la marquise, Paris, Dentu, 1887
- Monsieur le marquis, Paris, Dentu, 1888
- Le Marquis Gaëtan, , Paris, Dentu, 1889
- Un lys au ruisseau, Paris, Dentu, 1900

Romances vários
- Mademoiselle de La Condemine, Paris, Dentu, 1876
- Les Caprices de Laure, Paris, Dentu, 1877
- Le Péché de la générale, mœurs contemporaines, Paris, Dentu, 1879
- La Vertu de l'abbé Mirande, mœurs parisiennes, Paris, Dentu, 1879
- La Filleule de la duchesse, Paris, Dentu, 1880
- La Maîtresse de M. le ministre, Paris, Dentu, 1881
- Jenny Fayelle, Paris, Dentu, 1881
- Le Krach, mœurs du jour, Paris, Dentu, 1882
- Les Deux Maîtresses, Paris, Dentu, 1882
- Le Mari de la Florentine, Paris, Dentu, 1882 (suite de Les Deux Maîtresses)
- Caprices de dames, Paris, Ollendorff, 1882
- Les Derniers Kérandal (I. Mademoiselle de Fonterose ; II. Juana Trélan), Paris, Dentu, 1883
- Les Secret de Paris (I. Angèle Méraud ; II. Mademoiselle Jeanne), Paris, Dentu, 1883-1884
- La Veuve aux cent millions, Paris, Dentu, 1884
- Le Divorce de la comtesse, Paris, Dentu, 1885
- Le Roi Crésus, Paris, Dentu, 1885
- Les Trémor (I. Le Gué-aux-Biches ; II. Solange Fargeas), Paris, Dentu, 1886
- Dos à dos, Paris, Dentu, 1886
- Thérèse Valignat, Paris, Dentu, 1886
- La Rose des Halles, Paris, Librairie illustrée, 1887
- Une nuit de noces, Paris, Dentu, 1887
- Les Drames de l'amour, suivi de La Comtesse Hélène, Paris, Dentu, 1889
- La Vierge de la Madeleine, Paris, Dentu, 1890
- Confession d’un gentilhomme, Paris, Dentu, 1891
- Haine et Amour, Paris, Dentu, 1891
- Femme de chambre, Paris, Dentu, 1891
- La Vertu de l’abbé Mirande, mœurs parisiennes, Paris, Dentu, 1891
- La Fille sans nom, Paris, Dentu, 1892
- Médecins d'eaux. Le Docteur Mont-Dore, Paris, Dentu, 1892
- Mortel Amour, Paris, Dentu, 1892
- Le Roi Milliard, Paris, Dentu, 1893
- Mademoiselle Jeanne, Paris, Dentu, 1893
- L’Honneur ou la Vie, Paris, Dentu, 1894
- Pour un regard, Paris, Dentu, 1894
- Riches et Pauvres (I. Thérèse Montaron ; II. Le Rameau d’olivier) , Paris, Dentu, 1895
- Rochenoire (I. La Fille de l’amant ; II. Trois ans de mariage), Paris, Dentu, 1895
- La Rose des Halles, Paris, Dentu, 1896
- Fièvre d’or (I. Le Crime de Jacques Fougeret ; II. L’Enfer de Paris), Paris, Dentu, 1897
- La Roche sanglante (I. Fille de millionnaire ; II. Sans pitié), Paris, Dentu, 1898
- Les Crimes de l'argent (I. La Fille de l'amant ; II. Vierge et déshonorée), Paris, Dentu, 1898
- Damnée, Paris, Dentu, 1899
- Deux passions, Paris, Montgredien, 1899
- Chaste et flétrie !, Paris, Librairie Artème Fayard, 1900
- L'Étranger (I. Le Mariage de Jean de Bures ; II. L'Obsession), Paris, Combet, 1904
- Val-aux-Biches, Paris, F. Juven, 1905
- Rose Estérel, Paris, F. Juven, 1905 (Suite de Val-aux-Biches)
- Sang rouge et sang bleu !, Paris, F. Juven, 1906
- Thermidor ! (I. Jean-la-Mort ; II. Le Drame d'Argouges), Paris, F. Juven, 1907
- Misère et Beauté (I. Sans tombeau ; II. L'Une ou l'Autre), Paris, Tallandier, 1907
- Noëlla (I. Le Roman d'Hélène ; II. Seule), Paris, F. Juven, 1908
- Le Violoneux, Paris, Société d'édition et de publications, 1908 (réédité chez Tallandier en 1954 sous le titre Le Secret du violoneux)
- Diane de Briolles, Paris, Fayard,  Le Livre populaire, n.º 89, 1912
- Meurtrier de sa femme, Paris, Tallandier,  Le Livre national. Les Crimes de l'amour, n.º 311}}, 1916
- Caprices des dames, Paris, Rouff,  Grande collection nationale, n.º 121, 1918
- Courtes Ivresses, Paris, Tallandier,  Le Livre national, n.º 296, 1923 (publicação póstuma)
- La Conquête de Gabrielle, Paris, Tallandier,  Le Livre national. Romans populaires, n.º 501, 1925 (publicação póstuma)
- Le Calvaire dorée, Paris, Tallandier,  Le Livre national, n.º 558, 1926 (publication posthume)
- L'Affaire de Fontaine-aux-Bois, Paris, Tallandier,  Le Livre national. Romans populaires, n.º 536, 1926 (publicação póstuma)
- Martha, Paris, Tallandier,  Le Livre national. Romans populaires, n.º 624, 1928 (publicação póstuma)
- Alliées ! (I. Le Crime de Gisèle ; II. Tragique Mariage), Paris, Tallandier,  Le Livre national. Romans populaires, n.º 681, 1929 (publicação póstuma)
- Juste Revanche, Paris, Tallandier,  Le Livre national, n.º 708, 1929 (publication posthume)
- Jacqueline, Paris, Tallandier,  Le Livre national. Romans célèbres de drame et d'amour, n.º 145}}, 1930 (publicação póstuma)
- Les Deux Pères, Paris, Tallandier,  Le Livre national, n.º 723, 1930 (publicação póstuma)
- Haine éternelle, Paris, Tallandier,  Le Livre national, n.º 777, 1931 (publicação póstuma)
- L'Engrenage, Paris, Tallandier,  Le Livre national, n.º 823, 1931 (publicação póstuma)
- Madeleine et Marcelle, Paris, Tallandier,  Le Livre national, n.º 824, 1931 (publicação póstuma)
- La Faute de Madeleine, Paris, Tallandier,  Le Livre national, n.º 909, 1933 (publicação póstuma)
- Autour d'une faute, Paris, Tallandier,  Le Livre national, n.º 944, 1934 (publicação póstuma)
- Un drame du divorce, Paris, Tallandier,  Le Livre national, n.º 945, 1934 (publicação póstuma)

Novela
- Amours mondaines (I. Octave ; II. Peines d'amour ; III. Sous la cendre ; IV. La Paille et le feu), Paris, Dentu, 1881

Teatro
- Les Souvenirs, comédia em 1 acto, Paris, P. Montauzé, 1876
- Peines d'amour, comédia em 5 actos, Paris, P. Montauzé, 1877

Libretos de ópera
- Les Jacques, ópera em 4 actos, música de R.-A. Grisy

Direito
- De l'hypothèque, Paris, C. de Mourgues, 1856 (assinado com o patrónimo Charles Chartier)